# Eric Carruthers (calciatore)
Eric Carruthers (Edimburgo, 2 febbraio 1953) è un ex calciatore scozzese, di ruolo attaccante.

## Carriera
Ha totalizzato 67 presenze e 10 reti in sei stagioni di massima divisione scozzese, vestendo la maglia degli Hearts.
Verso la fine della stagione 1974-1975 venne acquistato dal Derby County per una cifra di 25 000 sterline. Pur facendo parte della rosa che ottenne il campionato e il Charity Shield, Carrhuters non contribuì mai attivamente alla vittoria di questi trofei, giocando una sola partita da subentrato nella stagione 1976-1977, entrando in sostituzione di Jeff Bourne nell'intervallo della gara con il Manchester Utd del 28 agosto 1976.
Al termine della stagione si trasferì in Australia al West Adelaide contribuendo, con una rete, alla vittoria del campionato da parte della squadra. Concluse la carriera nel 1979, dopo aver disputato 20 incontri con l'APIA Leichhardt.

## Statistiche

### Presenze e reti nei club
| Stagione            | Squadra             | Campionato          | Campionato | Campionato | Coppe nazionali | Coppe nazionali | Coppe nazionali | Coppe continentali | Coppe continentali | Coppe continentali | Altre competizioni | Altre competizioni | Altre competizioni | Totale | Totale |
| Stagione            | Squadra             | Comp                | Pres       | Reti       | Comp            | Pres            | Reti            | Comp               | Pres               | Reti               | Comp               | Pres               | Reti               | Pres   | Reti   |
| ------------------- | ------------------- | ------------------- | ---------- | ---------- | --------------- | --------------- | --------------- | ------------------ | ------------------ | ------------------ | ------------------ | ------------------ | ------------------ | ------ | ------ |
| 1969-1970           | Hearts              | SDO                 | 2          | 0          | SC+CdL          | 0+0             | 0+0             | -                  | -                  | -                  | -                  | -                  | -                  | 2      | 0      |
| 1970-1971           | Hearts              | SDO                 | 14         | 2          | SC+CdL          | 0+1             | 0+0             | -                  | -                  | -                  | -                  | -                  | -                  | 15     | 2      |
| 1971-1972           | Hearts              | SDO                 | 11         | 2          | SC+CdL          | 0+1             | 0+1             | -                  | -                  | -                  | -                  | -                  | -                  | 12     | 3      |
| 1972-1973           | Hearts              | SDO                 | 32         | 5          | SC+CdL          | 2+1             | 0+0             | -                  | -                  | -                  | -                  | -                  | -                  | 35     | 5      |
| 1973-1974           | Hearts              | SDO                 | 1          | 0          | SC+CdL          | 0+0             | 0+0             | -                  | -                  | -                  | -                  | -                  | -                  | 1      | 0      |
| 1974-apr. 1975      | Hearts              | SDO                 | 7          | 1          | SC+CdL          | 0+0             | 0+0             | -                  | -                  | -                  | -                  | -                  | -                  | 7      | 1      |
| Totale Hearts       | Totale Hearts       | Totale Hearts       | 67         | 10         |                 | 2+3             | 0+1             |                    | -                  | -                  |                    | -                  | -                  | 72     | 11     |
| apr.-mag. 1975      | Derby County        | FD                  | 0          | 0          | FACup+CdL       | -+-             | -+-             | CU                 | -                  | -                  | -                  | -                  | -                  | 0      | 0      |
| 1975-1976           | Derby County        | FD                  | 0          | 0          | FACup+CdL       | 0+0             | 0+0             | CC                 | 0                  | 0                  | ChS                | 0                  | 0                  | 0      | 0      |
| 1976-1977           | Derby County        | FD                  | 1          | 0          | FACup+CdL       | 0+0             | 0+0             | CU                 | 0                  | 0                  | -                  | -                  | -                  | 1      | 0      |
| Totale Derby County | Totale Derby County | Totale Derby County | 1          | 0          |                 | 0+0             | 0+0             |                    | 0                  | 0                  |                    | 0                  | 0                  | 1      | 0      |
| 1978                | West Adelaide       | NSL                 | 10         | 1          | -               | -               | -               | -                  | -                  | -                  | -                  | -                  | -                  | 10     | 1      |
| 1979                | APIA Leichhardt     | NSL                 | 20         | 0          | -               | -               | -               | -                  | -                  | -                  | -                  | -                  | -                  | 20     | 0      |
| Totale carriera     | Totale carriera     | Totale carriera     | 198        | 11         |                 | 2+3             | 0+1             |                    | 0                  | 0                  |                    | 0                  | 0                  | 203    | 12     |

## Palmarès

### Competizioni nazionali
- Campionato inglese: 1

Derby County: 1974-1975
- Charity Shield: 1

Derby County: 1975
- Campionato australiano: 1

West Adelaide: 1978